# Svínavatn (Hvammsfjörður)
Pour les articles homonymes, voir Svínavatn.
Le Svínavatn est un lac d'Islande situé dans la Heydalur, près du Hvammsfjörður, sur la péninsule de Snæfellsnes.